# Michael Lehmann
Michael Stephen Lehmann (São Francisco, Califórnia, 30 de março de 1957) é um diretor de cinema norte-americano que atua no cinema e na televisão.
Estudou na Universidade de Columbia. Começou a trabalhar como recepcionista na American Zoetrope, companhia de cinema de Francis Ford Coppola. Em seguida trabalhou como supervisor de câmeras em The Outsiders, produção de 1983. Frequentou a escola de cinema da Universidade do Sul da Califórnia, onde se graduou em 1985. Naquela época, como estudante, produziu um filme, Beaver Gets a Boner.
Seu filme de estreia se realiza em 1988, dirigindo Heathers, um filme de humor negro com Winona Ryder e Christian Slater no elenco. Nos anos seguintes, dirige Hudson Hawk (1991), Airheads (1994), e em 2007 ele dirigiu a comédia romântica Because I Said So.
Lehmann também dirige para a televisão, e já trabalhou na série de comédia da HBO, The Comeback e The West Wing da NBC. Também dirigiu alguns episódios de Big Love e True Blood, ambas produções da HBO e Californication do Showtime.

## Filmografia

### Como diretor

#### Cinema
- 1989: Heathers
- 1991: Hudson Hawk
- 1994: Airheads
- 1996: The Truth About Cats & Dogs
- 1998: My Giant
- 2002: 40 Days and 40 Nights
- 2007: Because I Said So
- 2007: Flakes